# 아리랑 6호
아리랑 6호는 2024년에 발사될 예정인 대한민국의 해상도 0.5m급 레이다 영상 다목적실용위성이다.

## 역사
2016년 8월 9일, 아리랑 6호는 러시아의 로켓 업체인 국제발사체서비스(ILS)와 앙가라 1.2를 이용해 2022년 러시아 플레세츠크 우주기지에서 발사하기로 되어 있었으나, 2022년 이후에 일어난 러시아의 우크라이나 침공으로 발사일정이 무산되어 이후 유럽의 ESA와 협력하여 2024년 말에서 2025년 초 사이에 발사하기로 결정되었다.

## 같이 보기
- 다목적실용위성